# 享保小判

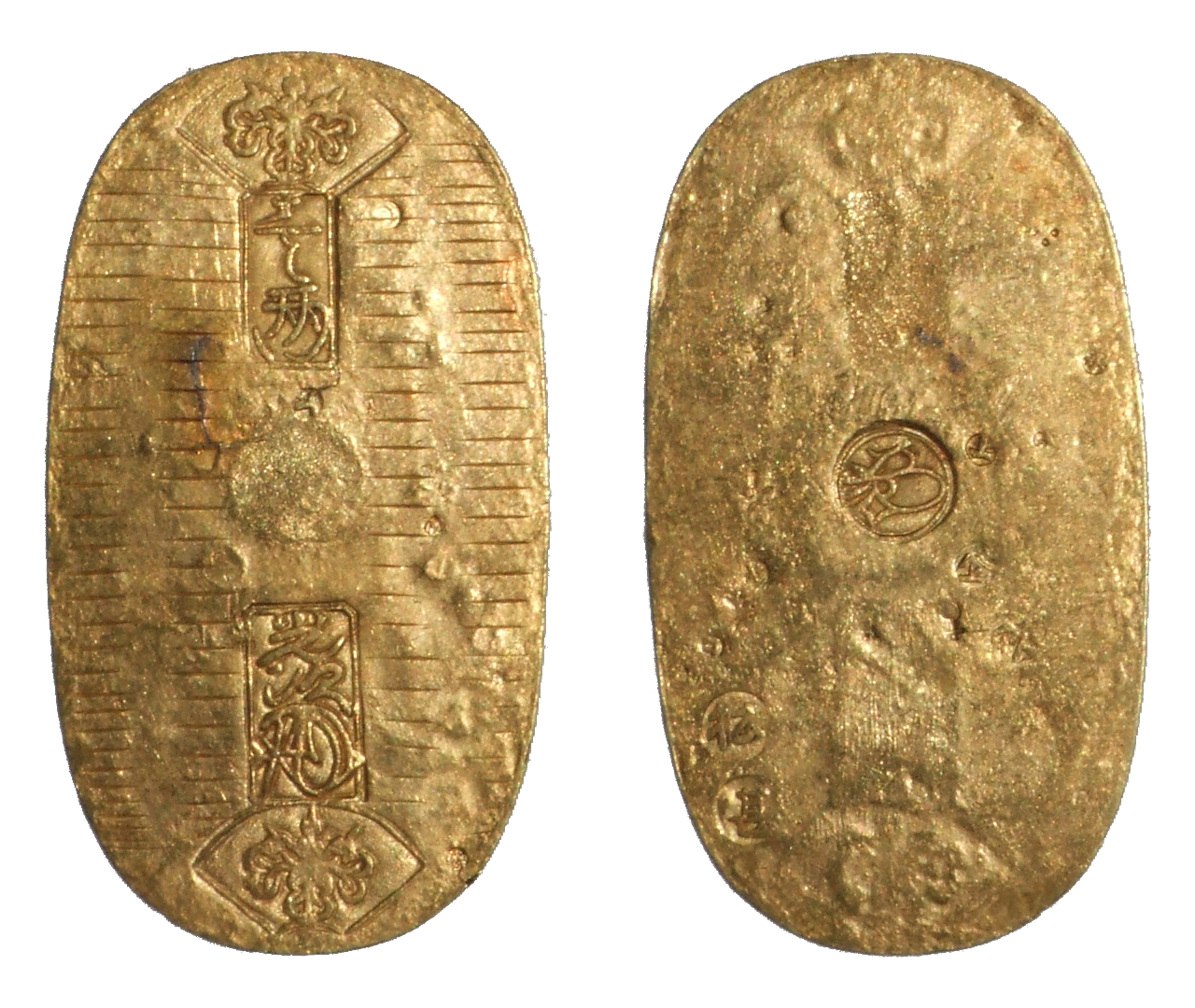
享保小判

享保小判（きょうほうこばん）とは、正徳4年8月2日（1714年9月10日）より通用開始された一両としての額面を持つ小判である。また享保小判および享保一分判を総称して享保金（きょうほうきん）と呼ぶ。
なお、正徳金銀発行および通用に関する触書は正徳4年5月15日（1714年6月26日）に出されているが、享保金銀については若干品位を上げたとされるものの、本質的な吹替えではないため改めて触書が出されたわけでもなく、享保金銀の発行時期については諸説あり、正徳5年（1715年）とするものや、徳川吉宗が将軍職に就いた享保元年（1716年）とする説まである。

## 概要
表面には鏨（たがね）による茣蓙目が刻まれ、上下に桐紋を囲む扇枠、中央上部に「壹两」下部に「光次（花押）」の極印、裏面は中央に花押、下部の左端に小判師の験極印、さらに吹所の験極印が打印されている。慶長小判と同形式で先の正徳小判とも類似するが、裏面の花押が慶長のものと比較して小さく、表の「光次」の「光」の末画と「次」の第四画が離れ、いわゆる「離光次」のものが享保小判とされる。初鋳は正徳期であり本来は正徳後期小判（しょうとくこうきこばん）と呼ぶべきであるが、鋳造期間の大半が享保期に属することから、正徳小判と区別する意味で享保小判と呼ばれる。
裏面右下に「弘」または「久・」の極印が打たれたものが存在するが、この極印の意味については現在のところ未解明である。
さらに佐渡の金座で鋳造されたものは裏面に「佐」の極印があり、佐渡小判（さどこばん）あるいは佐字小判（さじこばん）と呼ばれる。佐渡小判は小判師の験極印、さらに吹所の験極印の組み合わせが「筋」「神」、「利」「神」、「高」「神」、「又」「神」に限られる。

## 略史
慶長の幣制への復帰により発行された正徳金であったが、慶長金（見増の位）に対する品位の差から評判が良くなく、さらに正徳金と同品位で二分通用と定められた宝永小判2枚分の量目より不足していたなどの関係から、間もなく三代目後藤庄三郎良重以降の慶長小判の品位すなわち「見増の位」に復帰する吹替えが行われた。
金品位を上げたのであったが、産金量はすでに衰退しており、品位の低い元禄金および量目の少ない宝永金の回収による吹替えが主流であったため名目上の通貨量が縮小し、また徳川吉宗による殖産興業あるいは新田開発による米の増産も重なり、次第に物価特に米価が下落し、さらに緊縮財政による不況に陥ることになり、年貢米の換金効率の低下から武士層は困窮することになった。また、宝永4年10月13日（1707年11月6日）に藩札の発行が禁止されていたが、各藩からの要望に加えて通貨不足の緩和策として、幕府は享保15年6月（1730年）に藩札発行を解禁することとなった。
通用停止は慶長金、正徳金伴に元文3年4月末（1738年6月16日）とされたが、引換回収を図るため延長され、最終的には文政10年1月末（1827年2月25日）であった。

## 享保一分判

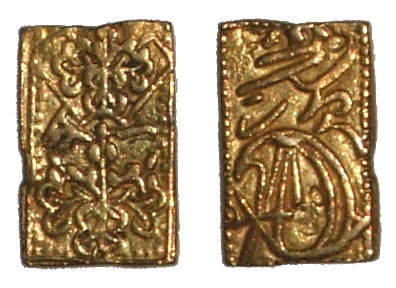
享保一分判

享保一分判（きょうほういちぶばん）は享保小判と同品位、1/4の量目でもってつくられた長方形短冊形の一分判であり、表面は上部に扇枠の桐紋、中央に横書きで「分一」、下部に桐紋が配置され、裏面は「光次（花押）」の極印が打たれている。慶長一分判と同様、年代印は打たれていない。また裏面右上に「佐」文字の極印が打たれた佐渡金座鋳造の享保佐渡一分判（きょうほうさどいちぶばん）が存在し、佐字一分判（さじいちぶばん）とも呼ばれる。
「光次」の「光」の末画と「次」の第四画が離れ、「離光次」であることから正徳一分判と区別されることは小判と同様である。表面の「一」の文字の末尾が短く枠を突き抜けていないことが特徴である。

## 享保金の量目および品位
| 金銀 | 4.76匁 |
|      |        |

### 量目
小判の規定量目は四匁七分六厘（17.76グラム）であり、一分判は一匁一分九厘（4.44グラム）である。
多数量の実測値の平均は、小判4.74匁（度量衡法に基づく匁、17.78グラム）、一分判1.19匁（同4.46グラム）である。
太政官による『旧金銀貨幣価格表』では、拾両当たり量目5.71262トロイオンスとされ、小判1枚当たりの量目は17.67グラムとなる。

### 品位
規定品位は慶長金（見増の位・三代目位）と同位の五十匁七分位（金86.79%）、銀13.21%である。
明治時代、太政官のもと旧金座、および造幣局により江戸時代の貨幣の分析が行われた。享保金の分析値の結果は以下の通りである。
| 貨種   | 成分 | 規定品位 | 太政官 | ディロン | 甲賀宜政 |
| ------ | ---- | -------- | ------ | -------- | -------- |
| 小判   | 金   | 86.79%   | 86.70% |          | 86.14%   |
| 小判   | 銀   | 13.21%   | 13.25% |          | 13.55%   |
| 小判   | 雑   | -        | 0.05%  |          | 0.32%    |
| 一分判 | 金   | 86.79%   | 同上   |          | 86.18%   |
| 一分判 | 銀   | 13.21%   | 同上   |          | 13.50%   |
| 一分判 | 雑   | -        | 同上   |          | 0.32%    |

雑分は銅、鉛などである。

## 享保金の鋳造量
『吹塵録』によれば、小判および一分判の合計で8,280,000両である。
一分判は総鋳造量の五割とされる。すなわち4,140,000両（16,560,000枚）である。小判は4,140,000両という計算になる。
佐渡判は享保元年（1716年）より享保9年（1724年）までの鋳造高は小判16,800両、一分判16,800両（67,200枚）、合わせて33,600両と推計される。
また金座における鋳造手数料である分一金（ぶいちきん）は鋳造高1000両につき、手代10両、金座人10両2分、吹所棟梁4両であった。